# Världsmästerskapen i skidskytte 1988
Världsmästerskapen i skidskytte 1988 hölls 1988 i Chamonix, Frankrike och omfattade bara damtävlingar. Det var sista gången som damtävlingarna hölls separat. .

## Damer

### 5 kilometer sprint
| Medalj | Namn               | Land          | Straffrundor | Resultat |
| ------ | ------------------ | ------------- | ------------ | -------- |
| Guld   | Anne Elvebakk      | Norge         |              |          |
| Silver | Elin Kristiansen   | Norge         |              |          |
| Brons  | Venera Tjernitjova | Sovjetunionen |              |          |

### 10 kilometer
| Medalj | Namn          | Land         | Straffrundor | Resultat |
| ------ | ------------- | ------------ | ------------ | -------- |
| Guld   | Petra Schaaf  | Västtyskland |              |          |
| Silver | Eva Korpela   | Sverige      |              |          |
| Brons  | Anne Elvebakk | Norge        |              |          |

### 3 x 5 kilometer stafett
| Medalj | Land          | Lagmedlemmar                                   | Straffrundor | Resultat |
| ------ | ------------- | ---------------------------------------------- | ------------ | -------- |
| Guld   | Sovjetunionen | Venera Tjernitjova Jelena Golovina Kaija Parve |              |          |
| Silver | Norge         | Elin Kristiansen Anne Elvebakk Mona Bollerud   |              |          |
| Brons  | Sverige       | Eva Korpela Inger Björkbom Sabiene Karlsson    |              |          |

## Medaljfördelning
| Placering | Land          | Guld | Silver | Brons | Totalt |
| --------- | ------------- | ---- | ------ | ----- | ------ |
| 1         | Norge         | 1    | 2      | 1     | 4      |
| 2         | Sovjetunionen | 1    | 0      | 1     | 2      |
| 3         | Västtyskland  | 1    | 0      | 0     | 1      |
| 4         | Sverige       | 0    | 1      | 1     | 2      |